# Nova Serrana
Nova Serrana város Brazíliában, Minas Gerais államban. Lakosainak száma 105 552 fő (2022). Nova Serrana Divinópolis, Conceição do Pará, Araújos, Perdigão, Leandro Ferreira és São Gonçalo do Pará községekkel határos.

## Népesség
A település népességének változása:
| Lakosok száma | 37 447 | 73 699 | 105 520 | 108 241 | 105 552 |
|               | 2000   | 2010   | 2020    | 2021    | 2022    |